# Colleen Ogilvie
Colleen Ogilvie est une joueuse canadienne de volley-ball née le 18 août 1989 à Calgary. Elle mesure 1,84 m et joue au poste de récéptionneuse-attaquante.

## Clubs
| Club                                                                 | Pays   | De        | À         |
| -------------------------------------------------------------------- | ------ | --------- | --------- |
| Université Queen's                                                   | Canada | 2008-2009 | 2010-2011 |
| Centre d'entrainement à temps plein de l'équipe du Canada (Winnipeg) | Canada | 2011-2012 | 2011-2012 |
| Université Queen's                                                   | Canada | 2012-2013 | 2012-2013 |
| CEP Poitiers Saint-Benoît Volley-Ball                                | France | 2013-2014 | 2013-2014 |
| Amiens Longueau Métropole Volley-Ball                                | France | 2014-2015 | 2014-2015 |
| Hylte/Halmstad Volley                                                | Suède  | 2015-2016 | …         |